# Marie Vassilieff
Marie Vassilieff, María Ivánovna Vasílyeva (en cirílico ruso: Мари́я Ива́новна Васи́льева, Smolensk, 12 de febrero de 1884- Nogent-sur-Marne, 14 de mayo de 1957) fue una pintora y escultora ruso-francesa, una de los primeras promotoras del cubismo.

## Biografía
Nació en una próspera familia que la animó a estudiar medicina, aunque luego se decantó por el arte formándose en la Academia Imperial de las Artes de San Petersburgo.
En 1905, viajó a París con una beca de la Zarina y trabajó como corresponsal de un periódico ruso mientras estudiaba en la Escuela de Bellas Artes con Henri Matisse (1869-1954), entre otros.  Creó vestuarios para ballet y teatro y actuó como bailarina y actriz. Realizó retratos de bailarines, así como los de sus amigos, Jean Cocteau , Picasso y Matisse. Conocida también por sus piezas de muebles decorativos y sus muñeca-retratos,  las obras de Vassilieff siguen siendo muy populares. En 1908, fundó un taller, donde estudiaron Nina Hamnett, Alexandra Povorina, María Blanchard y Ossip Zadkine, y que luego se convertiría en el Museo de Montparnasse. En poco tiempo, en el taller de Marie Vassilieff  se colgaron  pinturas de Marc Chagall y Modigliani , dibujos de Picasso y Fernand Léger, y en una esquina, se encontraba una escultura de Zadkine. Crea vestuario para los ballets parisienses y sube a escena como bailarina o comediante
Desde 1910, expone con regularidad en el Salón de Otoño y en el Salón de los independientes y ese mismo año funda la Academia Rusa de Pintura y Escultura.

En 1913, su estudio era tan ampliamente conocido que Fernand Léger dio dos conferencias sobre  arte moderno.

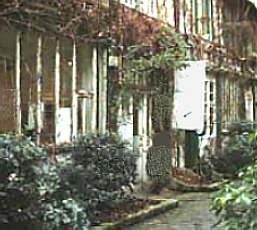
Taller, luego Museo de Montparnasse

En muy poco tiempo conoció a los artistas más famosos de la ciudad, incluidos Georges Braque, Fernand Léger, Manuel Ortiz de Zárate, Jean Cocteau, Juan Gris, Pablo Picasso y Amedeo Modigliani.  

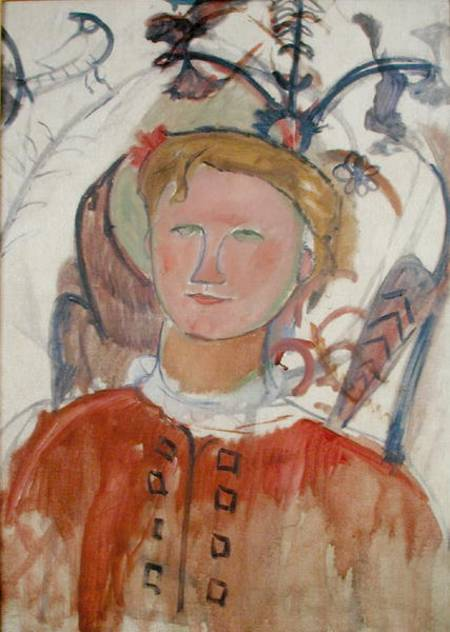
Retrato de Modigliani por Vassilieff, 1918

En 1915, Vassilieff y otros artistas como Kazimir Malevich, participó en la exposición 0,10 de los suprematistas en Petrogrado. 
En 1917, tuvo a su hijo Pierre. 
Durante la Primera Guerra Mundial, estuvo muy involucrada en la Cruz Roja Francesa, pero es muy recordada por su cantina que funcionó antes y durante la Primera Guerra Mundial, ya que se convirtió en un lugar popular de reunión para la comunidad artística. Durante la guerra, en el toque de queda, todos los restaurantes y cafés de París, fueron obligados a cerrar temprano, sin embargo, como la cantina de Marie Vassilieff tenía  licencia como  club  privado, no estaba sujeta al toque de queda y se convirtió en un lugar lleno de música y baile.
Tras la guerra, expuso en diversos lugares del mundo como Berlín, Nueva York y Londres.
En 1942,  deja Paris et se instala en Cagnes sur Mer. Muere en Nogent-sur-Marne, en un asilo de ancianos. A día de hoy, su taller acoge la asociación Aware que se ocupa de las mujeres artistas. 